# Генеральная Ассамблея ООН
Генера́льная Ассамбле́я Организа́ции Объединённых На́ций — учреждённый в 1945 году в соответствии с Уставом ООН главный совещательный, директивный и представительный орган Организации Объединённых Наций.
Ассамблея состоит из 193 членов Организации Объединённых Наций и служит собранием для многостороннего обсуждения всего спектра международных вопросов, отражённых в Уставе ООН. Ассамблея собирается на очередную ежегодную сессию в период с сентября по декабрь и в последующий период по мере необходимости (внеочередные).

## Функции и полномочия Генеральной Ассамблеи
Согласно Уставу Организации Объединённых Наций, Генеральная Ассамблея ООН имеет следующие функции и полномочия:
- рассматривать общие принципы сотрудничества в деле поддержания международного мира и безопасности, в том числе в вопросах разоружения, и делать соответствующие рекомендации;
- обсуждать любые вопросы, относящиеся к поддержанию международного мира и безопасности, и делать рекомендации в отношении таких вопросов, за исключением случаев, когда какой-либо спор или ситуация находятся на рассмотрении Совета Безопасности;
- организовывать исследования и готовить рекомендации в целях содействия международному политическому сотрудничеству, развития и кодификации международного права, осуществления прав человека и основных свобод и содействия международному сотрудничеству в экономической, социальной и гуманитарной областях и в области культуры, образования и здравоохранения;
- рекомендовать меры мирного урегулирования любой ситуации, которая могла бы нарушить дружественные отношения между нациями;
- получать и рассматривать доклады Совета Безопасности и других органов ООН;
- рассматривать и утверждать бюджет Организации Объединённых Наций и устанавливать размер начисляемых взносов государств-членов;
- избирать непостоянных членов Совета Безопасности и членов других советов и органов ООН и, по рекомендации Совета Безопасности, назначать Генерального секретаря.

Согласно резолюции Генеральной ассамблеи «Единство в пользу мира» от 3 ноября 1950 года (резолюция 377 (V), Ассамблея может также принимать меры, если Совет Безопасности оказывается не в состоянии действовать из-за голосования против одного из постоянных членов в случае, когда имеются основания усматривать угрозу миру, нарушение мира или акт агрессии. Ассамблея может немедленно рассмотреть этот вопрос с целью сделать членам Организации необходимые рекомендации относительно коллективных мер для поддержания или восстановления международного мира и безопасности (см. специальные сессии и чрезвычайные специальные сессии ниже).
Хотя Ассамблея уполномочена делать государствам лишь не имеющие обязательный характер рекомендации по международным вопросам, входящим в её компетенцию, она, тем не менее, инициировала меры политического, экономического, социального и правового характера, повлиявшие на жизнь миллионов людей во всём мире. Историческая Декларация тысячелетия, принятая в 2000 году, свидетельствует о приверженности государств-членов достичь конкретных целей, изложенных в Декларации в целях обеспечения мира, безопасности и разоружения; развития и искоренения нищеты, защиты нашей общей окружающей среды, удовлетворения особых потребностей Африки и укрепления Организации Объединённых Наций.

## Принятие решений
Каждое государство-член имеет в Ассамблее один голос. Решения по отдельным важным вопросам, таким, как рекомендации в отношении мира и безопасности и выборы членов Совета Безопасности, принимаются большинством в две трети государств-членов; решения же по другим вопросам принимаются простым большинством голосов.
В последние годы особое внимание уделялось достижению консенсуса по обсуждаемым вопросам, а не принятию решений путём проведения официального голосования, что и обеспечивало более активную поддержку решений Ассамблеи. Председатель, после проведения консультаций и достижения договорённости с делегациями, может предложить принять резолюцию без голосования.
Согласно Уставу ООН, страна лишается права голоса при принятии решений, если сумма задолженности равняется или превышает сумму взносов, причитающихся за два полных предыдущих года. В 2020 году 7 государств-членов лишены из-за долгов права принимать участие в голосовании в Генеральной Ассамблее на её 74-й сессии:
- Венесуэла;
- Гамбия;
- Йемен;
- Лесото;
- Ливан;
- Тонга;
- Центральноафриканская Республика.

## Неофициальные заседания Генеральной Ассамблеи
На своей пятьдесят второй сессии Генеральная ассамблея предложила новый способ достижения консенсуса путём обсуждения задачи реформирования Организации Объединённых Наций в ходе неофициальных пленарных заседаний Генеральной Ассамблеи. Практика проведения неофициальных заседаний была продолжена на последующих сессиях для обсуждения, в частности, вопросов, касавшихся Саммита тысячелетия Организации Объединённых Наций, специальной сессии Генеральной Ассамблеи по проблеме ВИЧ/СПИДа, укрепления системы Организации Объединённых Наций и активизации Ассамблеи. На пятьдесят восьмой и пятьдесят девятой сессиях эта практика стала включать проведение неофициальных заседаний Генерального комитета, открытых для всех делегаций, а также организацию групповых обсуждений и тематических брифингов под руководством Председателя Ассамблеи.

## Выборы Председателя и заместителей Председателя Генеральной Ассамблеи и председателей главных комитетов
В результате осуществляемых усилий по активизации своей работы и согласно правилу 30 своих Правил процедуры, изменённых в соответствии с резолюцией 56/509 Ассамблеи от 8 июля 2002 года, Генеральная Ассамблея избрала своего Председателя и заместителей Председателя, а также председателей шести главных комитетов шестидесятой сессии 13 июня 2005 года, то есть не позднее, чем за три месяца до открытия сессии. В соответствии с резолюцией 58/126 Ассамблеи остальные должностные лица главных комитетов также были избраны в тот же день.

## Общие прения
Общие прения Генеральной Ассамблеи, которые прошли с 17 по 23 сентября 2005 года, предоставили государствам-членам возможность выразить свои мнения по наиболее важным международным вопросам. В соответствии с резолюцией 58/126 Ассамблеи на шестидесятой сессии общие прения впервые прошли по теме, предложенной государствам-членам избранным, но ещё не вступившим в должность Председателем. С учётом важности Всемирной встречи на высшем уровне 2005 года, шестидесятой сессией была предложена тема «В интересах укрепления и повышения эффективности Организации Объединённых Наций: последующая деятельность и выполнение решений пленарного заседания высокого уровня, состоявшегося в сентябре 2005 года».
Генеральный секретарь представил доклад о работе Организации непосредственно перед началом общих прений, как это практикуется, начиная с пятьдесят второй сессии.

## Вспомогательные органы

### Шесть главных комитетов
После завершения общих прений Ассамблея начинает рассмотрение стоящих в её повестке дня основных пунктов. Поскольку число вопросов, которые она должна рассматривать, очень велико (так, например, повестка дня 72 сессии, утверждённая 15.09.2017, включала 174 пункта), Ассамблея распределяет пункты повестки дня в зависимости от их тематики между своими шестью главными комитетами, которые проводят их обсуждение, стараясь, по возможности, согласовать различные подходы государств, а затем представляют Ассамблее для рассмотрения на одном из пленарных заседаний проекты резолюций и решений.
- Комитет по вопросам разоружения и международной безопасности (Первый комитет) занимается вопросами разоружения и соответствующими вопросами международной безопасности.
- Комитет по экономическим и финансовым вопросам (Второй комитет) занимается экономическими вопросами.
- Комитет по социальным и гуманитарным вопросам и вопросам культуры (Третий комитет) занимается проблемами социального и гуманитарного характера.
- Комитет по специальным политическим вопросам и вопросам деколонизации (Четвёртый комитет) занимается разнообразной политической тематикой, не входящей в круг ведения Первого комитета, а также вопросами деколонизации.
- Комитет по административным и бюджетным вопросам (Пятый комитет) занимается административными вопросами и бюджетом Организации Объединённых Наций.
- Комитет по правовым вопросам (Шестой комитет) занимается международными правовыми вопросами.

Однако по отдельным пунктам повестки дня, таким, как вопрос о Палестине и положение на Ближнем Востоке, Ассамблея принимает решения непосредственно на своих пленарных заседаниях.

### Генеральный комитет
Генеральный комитет, состоящий из Председателя и 21 заместителя Председателя Ассамблеи и председателей шести главных комитетов, выносит рекомендации Ассамблее относительно утверждения повестки дня, распределения пунктов повестки дня и организации работы. В связи с тем, что Председатель, заместители Председателя и председатели главных комитетов шестидесятой сессии были избраны заранее, Генеральный комитет сессии был, таким образом, полностью сформирован заблаговременно.

### Комитет по проверке полномочий
Назначаемый Генеральной Ассамблеей на каждой сессии Комитет по проверке полномочий представляет Ассамблее доклады о полномочиях представителей.

### Рабочие группы Генеральной Ассамблеи
В прошлом Генеральная ассамблея санкционировала создание рабочих групп для рассмотрения важных вопросов, в том числе Специальную рабочую группу открытого состава по причинам конфликтов и содействию обеспечению прочного мира и устойчивого развития в Африке и Специальную рабочую группу по комплексному и скоординированному осуществлению решений и последующей деятельности по итогам крупных конференций и встреч на высшем уровне Организации Объединённых Наций в экономической и социальной областях, которые завершили свою работу. Рабочая группа открытого состава по вопросу о справедливом представительстве в Совете Безопасности и расширении его членского состава и по другим вопросам, касающимся Совета Безопасности, возможно, продолжит свою работу в период проведения шестидесятой сессии.

### Региональные группы
С течением времени в Генеральной ассамблее возникли различные неформальные региональные группы, которые являются механизмами для проведения консультаций и оказания помощи в работе по процедурным вопросам. Это группы африканских государств, азиатских государств, восточноевропейских государств, государств Латинской Америки и Карибского бассейна, западноевропейских и других государств. Турция, которая для целей выборов входит в состав Группы западноевропейских и других государств, является также членом Группы азиатских государств. Представители этих региональных групп поочерёдно сменяют друг друга на посту Председателя Генеральной Ассамблеи. Председателем шестьдесят первой сессии Генеральной Ассамблеи была избрана представительница Группы государств Азии.

### Комиссия по международной гражданской службе (КМГС)
Комиссия является вспомогательным органом Генеральной ассамблеи. Осуществляет координацию и регулирование условий службы сотрудников общей системы ООН.

## Специальные сессии и чрезвычайные специальные сессии
Помимо регулярных сессий, Ассамблея может проводить  специальные  и чрезвычайные специальные сессии.
В разные годы Ассамблеей было созвано 32 специальных сессий по вопросам, требовавшим особого внимания, в том числе по проблемам Палестины, финансов Организации Объединённых Наций, Намибии, разоружения, международного экономического сотрудничества, апартеида, наркотиков, окружающей среды, народонаселения, женщин, социального развития, населённых пунктов, ВИЧ/СПИДа и детей. Тридцать вторая специальная сессия Генеральной Ассамблеи, состоявшаяся, 2–4 июня 2021 года, была посвящена вызовам и мерам в сфере предупреждения коррупции, борьбы с ней и усиления международного сотрудничества.
Десять чрезвычайных специальных сессий были проведены в связи с ситуациями, при рассмотрении которых Совет Безопасности оказался в тупике; эти сессии были посвящены положению на Ближнем Востоке (1958 и 1967 годы), положению в Венгрии (1956 год), положению, затрагивавшему Суэцкий канал (1956 год), положению в Конго (1960 год), Афганистане (1980 год), Палестине (1980 и 1982 годы), Намибии (1981 год), положению на оккупированных арабских территориях (1982 год) и рассмотрению незаконных действий Израиля в оккупированном Восточном Иерусалиме и на остальной части оккупированной палестинской территории (1997, 1998, 1999, 2000, 2001, 2002, 2003 и 2004 годы). Ассамблея также постановила временно прервать десятую чрезвычайную специальную сессию и уполномочила Председателя Ассамблеи возобновить её заседания по просьбе государств-членов.

## Осуществление работы Ассамблеи
Работа ООН в значительной степени основывается на решениях Генеральной Ассамблеи и осуществляется:
- комитетами и другими органами, учреждёнными Ассамблеей в целях изучения конкретных проблем, таких, как разоружение, освоение космического пространства, поддержание мира, экономическое развитие, охрана окружающей среды и права человека, — и подготовки соответствующих докладов;
- Секретариатом ООН — Генеральным секретарём и его сотрудниками в составе международных гражданских служащих.

## Активизация работы Генеральной Ассамблеи
На протяжении последних лет предпринимаются всё более активные усилия с целью сделать работу Генеральной Ассамблеи более целенаправленной и актуальной. На пятьдесят восьмой сессии это стало важной приоритетной задачей. В резолюциях 58/126 и 58/316, принятых 19 декабря 2003 года и 1 июля 2004 года, соответственно, изложены конкретные меры по упорядочению работы Ассамблеи, рационализации её повестки дня, улучшению практики и методов работы главных комитетов и повышению роли Генерального комитета. Пятьдесят девятая сессия продолжила работу по оценке выполнения этих мандатов и поиски дополнительных путей и способов дальнейшей активизации работы Генеральной Ассамблеи, включая укрепление роли и полномочий Председателя.